# Konstantin Barulin
Konstantin Aleksandrowicz Barulin, ros. Константин Александрович Барулин (ur. 4 września 1984 w Karagandzie, Kazachska SRR) – rosyjski hokeista pochodzenia kazachskiego, reprezentant Rosji.
Jego ojciec Aleksandr (ur. 1957) i brat Władisław (ur. 1988) także byli hokeistami.

## Kariera
- Gazowik Tiumeń (2001-2005)
  -  SKA Sankt Petersburg (2004)
- Spartak Moskwa (2005-2006)
- Chimik Mytiszczi (2006-2008)
- CSKA Moskwa (2008-2010)
- Atłant Mytiszczi (2010-2012)
- Ak Bars Kazań (2012-2014)
- Awangard Omsk (2014-2015)
- HK Soczi (2015-2019)
- Nieftiechimik Niżniekamsk (2019-2021)
- HC Pardubice (2021)
- Borås HC (2021-)

Od maja 2012 zawodnik Ak Barsa Kazań (związany trzyletnią umową). Od czerwca 2014 zawodnik Awangardu Omsk (w toku wymiany za Siarhieja Kascicyna). Od maja 2015 zawodnik HK Soczi. Od maja 2019 zawodnik Nieftiechimika Niżniekamsk. W styczniu 2021 przeszedł do czeskiego klubu HC Pardubice. Pod koniec marca odszedł z klubu. W połowie sierpnia 2021 został zawodnikiem szwedzkiego Borås HC.
Uczestniczył w turniejach mistrzostw świata juniorów do lat 18 edycji 2002, mistrzostw świata juniorów do lat 20 edycji 2003, 2004, zimowej uniwersjady edycji 2003, 2005, seniorskich mistrzostw świata w 2007, 2011, 2012, 2015.

## Sukcesy

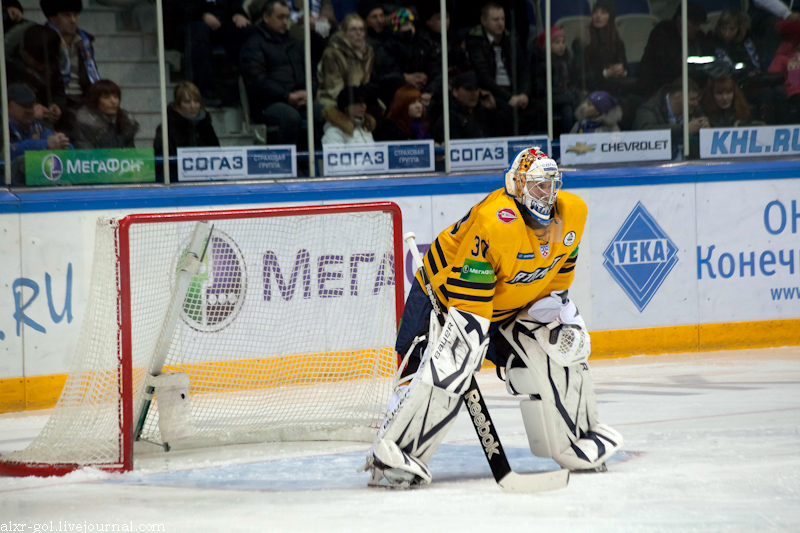
Konstantin Barulin w barwach Atłanta Mytiszczi (2011)

Reprezentacyjne
- Srebrny medal mistrzostw świata juniorów do lat 18: 2002
- Złoty medal mistrzostw świata juniorów do lat 20: 2003
- Złoty medal zimowej uniwersjady: 2003, 2005
- Brązowy medal mistrzostw świata: 2007
- Złoty medal mistrzostw świata: 2012

Klubowe
- Srebrny medal mistrzostw Rosji: 2011 z Atłantem Mytiszczi

Indywidualne
- KHL (2010/2011):
  - Czwarte miejsce w klasyfikacji skuteczności interwencji w sezonie zasadniczym: 92,5%
  - Pierwsze miejsce w klasyfikacji średniej goli straconych na mecz w sezonie zasadniczym: 1,91
  - Cztery miejsce w klasyfikacji średniej goli straconych na mecz w fazie play-off: 2,05
  - Drugie miejsce w klasyfikacji meczów bez straty gola w sezonie zasadniczym: 6 meczów
  - Trzecie miejsce w klasyfikacji meczów bez straty gola w fazie play-off: 2 mecze
  - Najlepszy bramkarz - finały konferencji i finały o Puchar Gagarina
  - Nagroda Mistrz Play-off
  - Najlepszy Bramkarz Sezonu (w wyniku głosowania trenerów)
- Karjala Cup 2011:
  - Najlepszy bramkarz turnieju
  - Skład gwiazd turnieju
- KHL (2011/2012):
  - Piąte miejsce w klasyfikacji skuteczności interwencji w sezonie zasadniczym: 92,9%
- Euro Hockey Tour 2011/2012:
  - Pierwsze miejsce w klasyfikacji skuteczności interwencji bramkarzy całego cyklu: 93,8%
- Channel One Cup 2012:
  - Skład gwiazd turnieju
- KHL (2012/2013):
  - Najlepszy bramkarz miesiąca - wrzesień 2012
  - Mecz Gwiazd KHL[12]
  - Drugie miejsce w klasyfikacji skuteczności interwencji w sezonie zasadniczym: 94,0%
  - Trzecie miejsce w klasyfikacji skuteczności interwencji w fazie play-off: 94,1%
  - Trzecie miejsce w klasyfikacji średniej goli straconych na mecz w fazie play-off: 1,75
- KHL (2013/2014):
  - Najlepszy bramkarz miesiąca - wrzesień 2013
  - Mecz Gwiazd KHL[13]
- KHL (2017/2018):
  - Nagroda Bezcennej Ligi dla zawodnika[14][15]

Wyróżnienie
- Zasłużony Mistrz Sportu Rosji w hokeju na lodzie: 2012